# Straat Mentawai
Straat Mentawai (Indonesisch: Selat Mentawai) is een zeestraat in Indonesië, in de provincie West-Sumatra. De zeestraat scheidt de Mentawai-eilanden van Sumatra. De Straat Mentawai is 430 kilometer lang en is tussen de 100 en 150 kilometer breed. De belangrijkste stad aan de Straat Mentawai is de hoofdstad van West-Sumatra, Padang.